# Esquipulas Palo Gordo
Esquipulas Palo Gordo é uma cidade da Guatemala do departamento de San Marcos.